# Cirsium pyrenaicum
Cirsium pyrenaicum là một loài thực vật có hoa trong họ Cúc. Loài này được (Jacq.) All. mô tả khoa học đầu tiên năm 1785.